# Одеон Ірода Аттичного
Одеон Ірода Аттичного (грец. Ωδείο Ηρώδου του Αττικού) був споруджений на південному схилі акрополя близько 161 р. н. е. Іродом Аттичним на згадку про його померлу дружину Аспасію Анну Регіллу.

## Історія
Перший Одеон у Афінах, створений за сприяння політика Перикла, був вибудований у V ст. до н. е. на південному схилі пагорба Акрополь. Традиція продовжилася наприкінці I ст. до н. е., коли Греція була захоплена вояками Стародавнього Риму і перетворена на чергову провінцію римської імперії. У 15 році до н. е. за сприяння Агріппи тут вибудували другий Одеон. Одеон Ірода Аттичного був третім в цій черзі.
Точної дати закінчення будівництва не збережено. Її вираховують періодом між смертю дружини Ірода Аттичного (160 р. н. е.) та описом театральної споруди, котру дав 174 року мандрівник та географ Павсаній.

## Опис споруди
Одеон має форму амфітеатру на 5 000 місць із триповерховою кам'яною стіною. До нашого часу в ньому збереглося майже все від прадавніх часів, за винятком скульптурного оздоблення та різнобарвного мармурового облицювання.
Споруда театру справляє враження величі. Але стіни споруди не були масивними. Каркас споруди складали з дикого каміння, а з двох броків облицювали кам'яними брилами. Глядацька зала (кавея) була висічена в скелі пагорба і мала діаметр сімдесят шість (76) метрів.. Кавея мала два сектори та 32 ряди для глядачів. Збереглася первісна заокруглена орхестра діаметром дев'ятнадцять метрів. Незважаючи на риси давньогрецьких театрів, оздоби мали римське походження. Одеон прикрашали мозаїки на підлогах та використані кедрові балки для утримання тента, про що сповіщали сучасники.

## В добу середньовіччя
Під час чергового захоплення Афін у III ст. Одеон Ірода Аттичного було пошкоджено, як і низку старовинних та римського часу споруд. Спроб відродити Одеон не було. Його руїни включили в систему оборонних споруд середньовічного міста.

## В XIX ст
Лише в середині XIX ст. розпочалися розкопки на місці Одеона. Їх проводило Археологічне товариство, керував розкопками К. Питтакіс.

## Побутування споруди в XX ст
У 1950-х роках театр було повністю реконструйовано, сцена та місця для сидіння були облицьовані пентелійським мармуром. З тих пір Одеон Ірода Аттичного щорічно приймає Афінський фестиваль, який триває в столиці з червня по вересень. В Одеоні виступала Марія Каллас, Моріс Бежар, артисти Большого театру Росії, Мікіс Теодоракіс, Діонісіс Саввопулос. Він був місцем проведення конкурсу краси Міс всесвіт 1973 року та грандіозного концерту Янніса Хрісомалліса 1993 р. разом із Лондонським королівським філармонічним оркестром під назвою «Yanni Live at the Acropolis». Всередину можна потрапити тільки під час концертів і вистав.

## Галерея фото

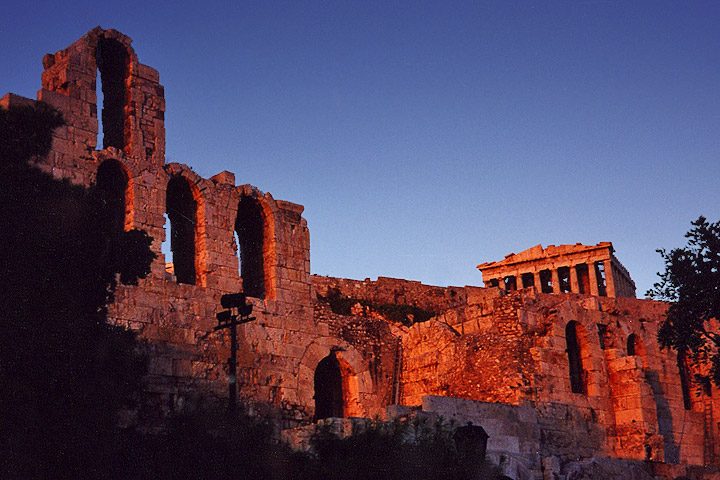
Вигляд Парфенона з театру Одеон
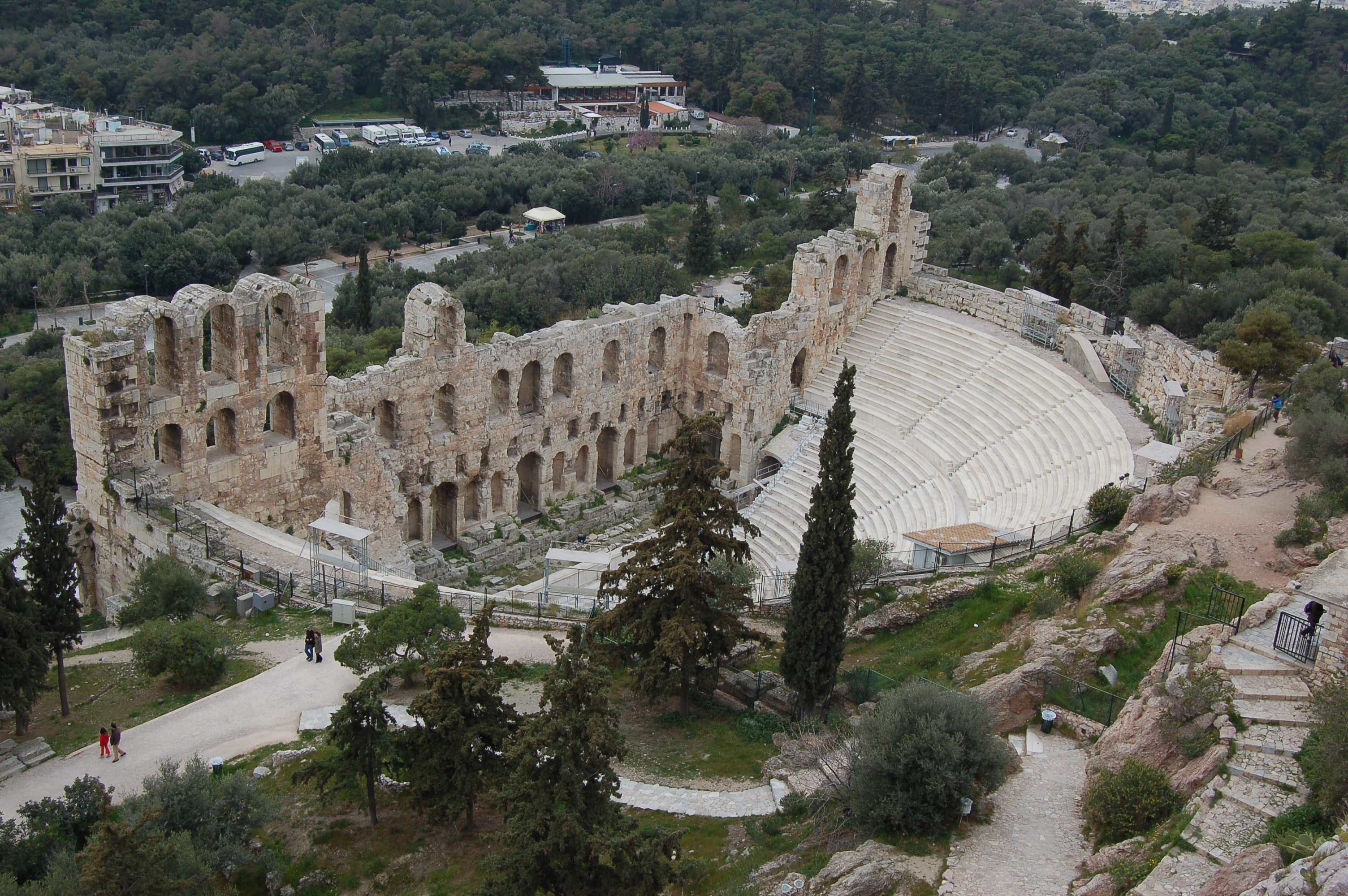
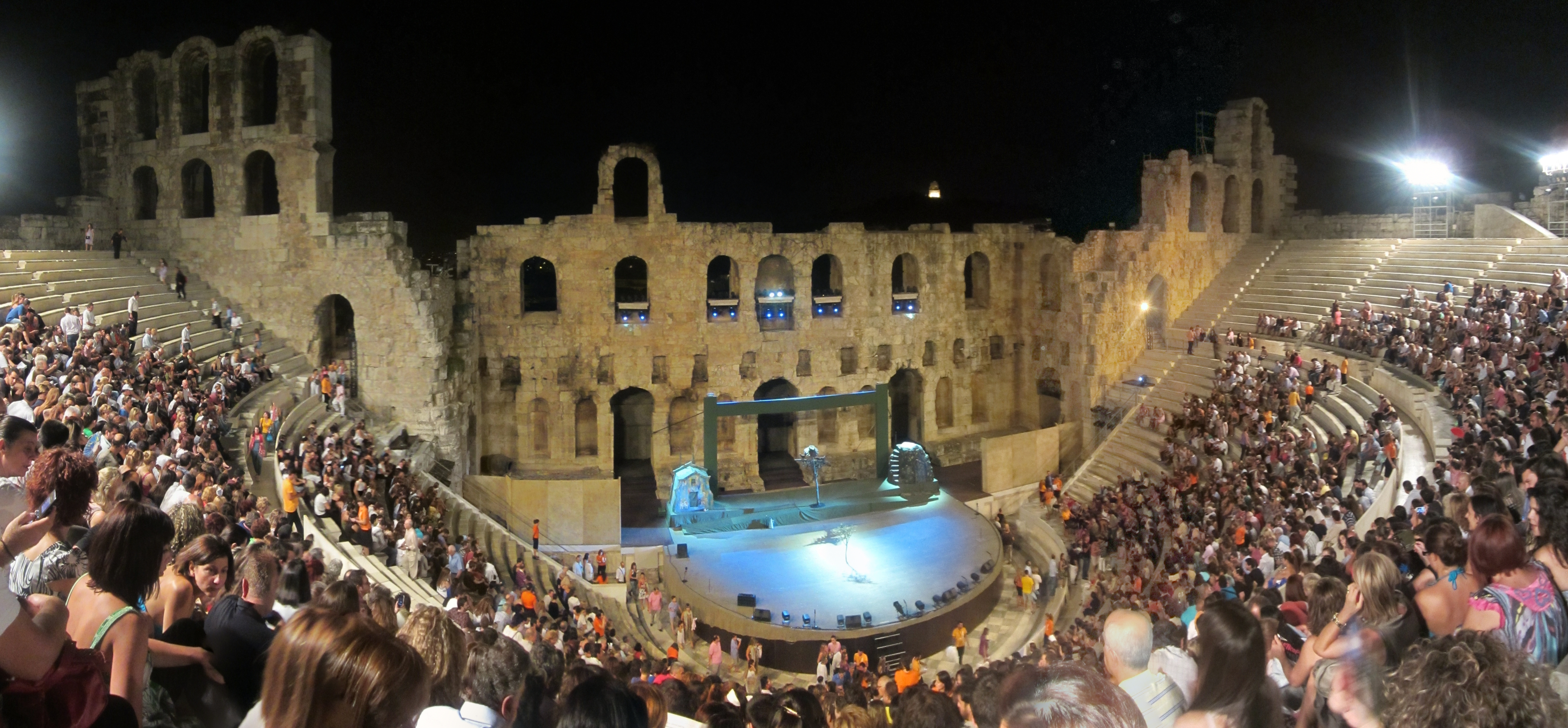
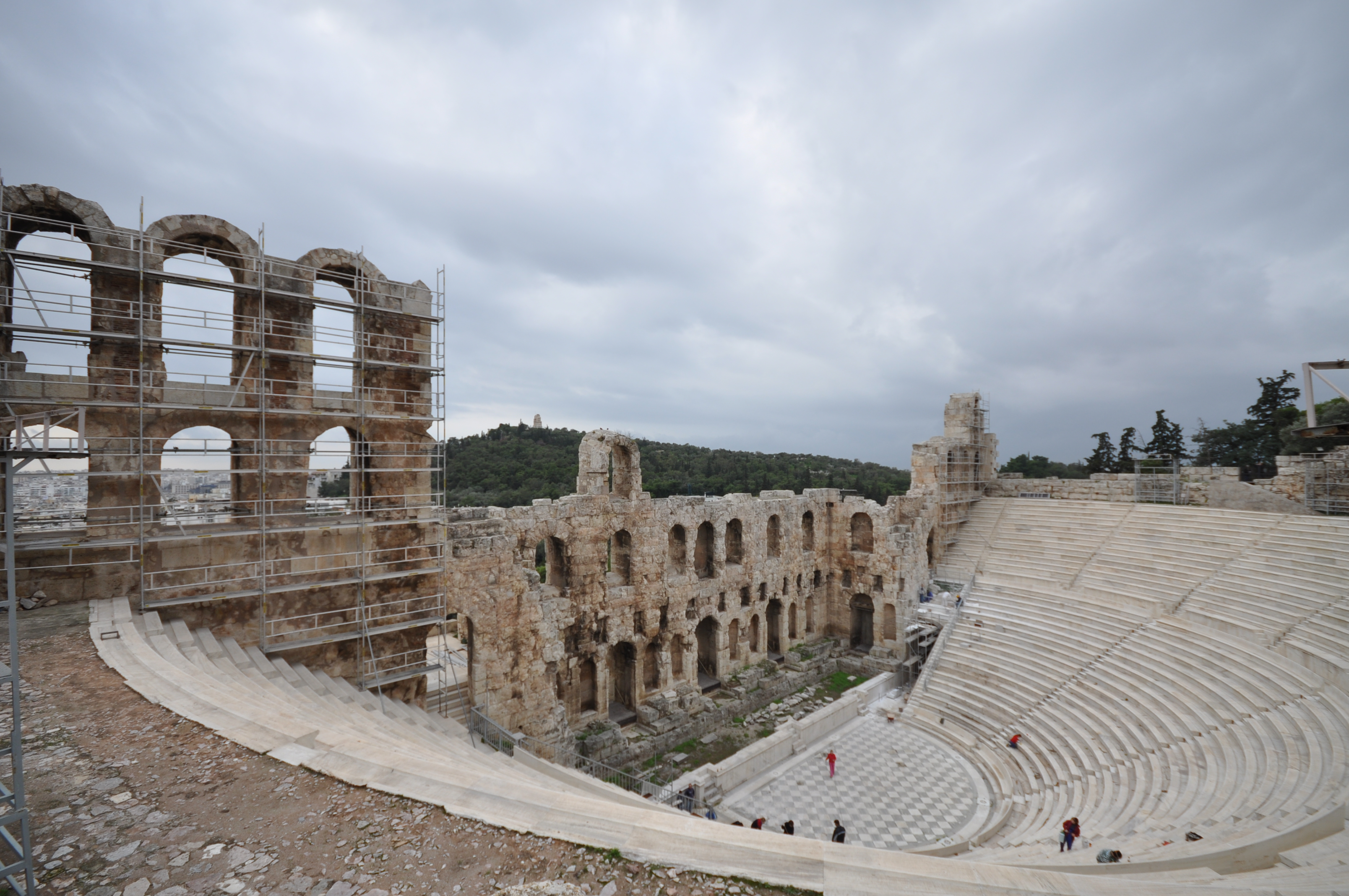
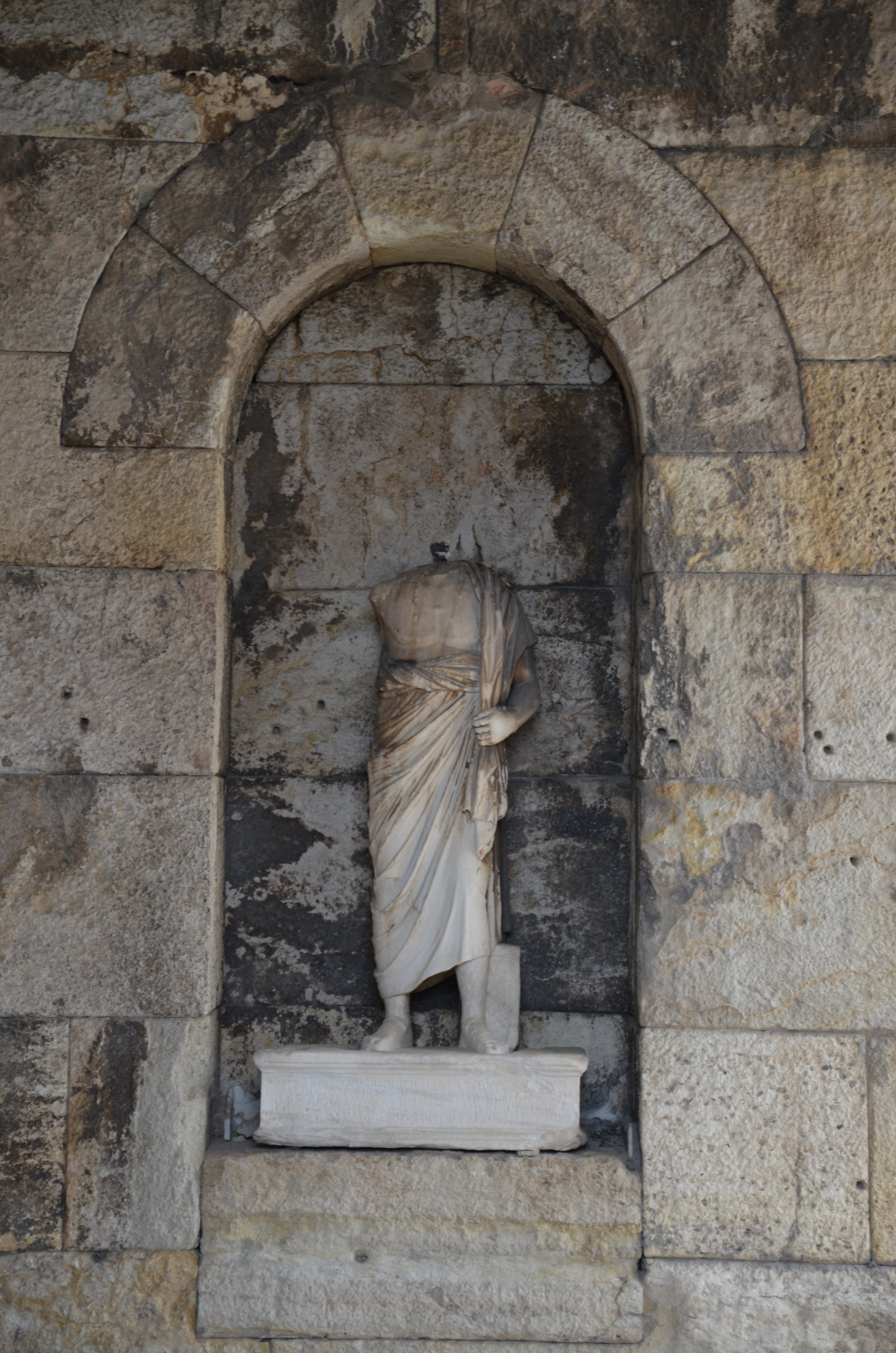